# Kolding Nordbanegård
 Der er for få eller ingen kildehenvisninger i denne artikel, hvilket er et problem. Du kan hjælpe ved at angive troværdige kilder til de påstande, som fremføres i artiklen.

Kolding Nordbanegård var hovedstation for Kolding-Egtved Jernbane (1898-1930).

## Historie
Stationen lå ud mod Låsbygade, hvis nordlige ende nu hedder Nørregade. De handlende i Låsbygade betalte delvis for Nordbanegården og insisterede på, at togene skulle føres hertil og ikke direkte til Kolding Station. Der blev anlagt et 2,2 km langt spor til Statsbanestationen, men turen mellem de to stationer tog 12-13 minutter, fordi sporet havde stærk krumning og stigning og fordi togene skulle skifte retning (rebroussere) på Nordbanegården.
Stationsbygningen indeholdt kontorer, billetsalg, to ventesale og to tjenesteboliger. Efter nedlæggelsen af banen blev bygningen i 1937 bolig for bestyreren på De Gamles Hjem – det nuværende Låsbyhøj – Koldings første plejehjem, der var opført i 1910 på byens markedsplads over for Nordbanegården.
Ved hovedbygningen var der 4 spor, heraf 1 ved perron. Lokomotivremisen lidt længere mod vest havde to spor med plads til 4 lokomotiver. Der var drejeskive, kulgård, vandkran og vognvaskeplads. Nogen tid efter banens start blev der opført et værksted. Da banen fik den første motorvogn i 1924, ombyggede man et presenningskur til remise for den.

## Nutiden
Stationsbygningen er bevaret på Nordre Ringvej 6. Sporsiden vender nu ud mod denne vej, som delvis er anlagt på banens tracé. Udhuset og varehuset er revet ned. Remisen blev af Kolding Kommune brugt som materielgård, indtil bygningen blev revet ned i 2016.[kilde mangler] Der er opført 4 boligtårne på ejendommen.

## Galleri
- Egtvedbanens forløb med omvejen ind til Nordbanegården
- Kort over Nordbanegårdens omgivelser i 1930'erne
- Oversigt over Koldings jernbaner ca. 1910
- Remisen med værkstedsbygning til højre
- Remise af træ, formodentlig til motorvognen